# Christian Lauba
 (mars 2020).
Christian Lauba est un compositeur français de musique contemporaine, né à Sfax (Tunisie) le 26 juillet 1952.

## Biographie
La famille de Christian Lauba se fixe à Bordeaux, puis à Saint-Médard en Jalles. Il effectue ses études auprès de Michel Fusté-Lambezat, entre autres, au conservatoire de Bordeaux. Il obtient un Prix de composition doublé d'un prix de la SACEM en 1983. Il est nommé en 1993 professeur d'analyse au Conservatoire à rayonnement régional de Bordeaux. Il reçoit en 1994 le 1er prix au concours de composition Institut für Neue Musik de Berlin. De 2004 à 2007, il est directeur artistique de l'Orchestre national Bordeaux Aquitaine.
Il est en 2007, compositeur en résidence du 36e festival « Musique sur Ciel » de Cordes-sur-Ciel (Tarn).
Actuellement, il est directeur artistique du festival « Les Semaines musicales de Quimper », codirecteur avec le violoncelliste Jérémy Genet du festival « Les Nouvelles Saisons » à Bordeaux et codirecteur avec le saxophoniste Richard Ducros du festival « Les Nuits d'Été » à Saint-Médard-en-Jalles.
Très tôt, il rencontre Jean-Marie Londeix et écrit pour lui, sa classe, ses élèves et son ensemble de saxophones, de nombreuses œuvres où il explore les richesses et possibilités de cet instrument dont il estime qu'elles ne l'ont pas été par ses prédécesseurs. Il s'intéresse en particulier à l'aspect spécifique des techniques de jeu étendues telles le slap, la respiration continue, les sons multiphoniques, les suraigus ou les différents modes d'attaque qu'offrent la palette des saxophones. Il travaille depuis vingt ans avec le saxophoniste Richard Ducros dont les versions de ses œuvres sont des références. Les pièces Stan, Tādj, Flamenco, Massaï, et la nouvelle cadence pour le concerto de Glazounov, 13e étude, lui sont dédiées.
Mais il a également élargi cette préoccupation d'exploration des limites instrumentales à de nombreux autres instruments, puisque son catalogue compte désormais des pièces pour orchestre, pour quatuor à cordes, piano, etc.
Christian Lauba a été en résidence au festival « Musique sur Ciel » à Cordes-sur-Ciel, au festival d'Estoril (Portugal), aux « Semaines Musicales de Quimper », à l'Orchestre de Mulhouse et à la Filature, également à Marseille au festival « Les Musiques » : violon Stéphane Rougier, piano Jean-Philippe Guillo. Ses œuvres pour formations variées sont jouées à travers le monde, en Europe, en Asie et sur le continent américain par les solistes :  Brigitte Engerer, Boris Berezovski, Henri Demarquette, Jonas Vitaud,  Juliette Hurel, Hélène Couvert, Matthew Trusler, Florentino Calvo, Christia Hudziy, Arno Bornkamp, Timothy McAllister, Claude Delangle, Olivier Sliepen, Douglas O'Connor, Simon Diricq, Quatuors de saxophones Amstel, Keuris et Ellipsos, Sophie Teboul, Joel Versavaud, Michel Portal, Ivo Janssen, Richard Rimbert, Richard Ducros, Jean-Frédéric Neuburger,  Wilhem Latchoumia, Florian Noack, Nathanaël Gouin, Tristan Pfaff, Kristi Gjezi, Corentin Garac, Jean-François Heisser, Marie-Josèphe Jude, François-Frédéric Guy, Cédric Pescia, Philippe Cassard.
Ses œuvres pour orchestre ont été créées par des chefs comme Jesús López Cobos, Daniel Klajner, Jonathan Darlington et Gerhard Markson. En 2006, la pièce Blue Party, mélodrame pour piano et récitant a été créée par Wenjiao Wang et Daniel Mesguich au Printemps des Arts de Monte-Carlo et celle de Porgy Stride au Festival de La Roque-d'Anthéron puis à la Scala de Milan par Brigitte Engerer et Boris Berezovski.
La création de Ragatala pour flute et piano par Juliette Hurel et Hélène Couvert a eu lieu au Festival des Serres d'Auteuil en août 2010. Sa  pièce Bogor pour orchestre est régulièrement reprise (salle Pleyel, Orchestre Colonne sous la direction de Laurent Petitgirard, février 2007, Orchestre de Mulhouse, décembre 2007).
En mai 2008, création de son New-York Concerto pour piano, violoncelle et saxophone alto, solistes : Jonas Vitaud, Henri Demarquette et Richard Ducros qu'il accompagne régulièrement, Orchestre de Mulhouse sous la direction de Daniel Klajner. Son ballet Zatoichi, soliste, Charles Jude a été créé à l'opéra de Bordeaux en novembre 2008. 
Ses œuvres sont également jouées au Carnegie Hall, à la Julliard School (New York) et au Concertgebouw (Amsterdam).
Il a enregistré de nombreux albums, notamment Morphing chez Universal, Hard, et Richard Ducros plays Lauba chez Codaex et Adria.

## Liste d'œuvres (quelques exemples)
- La Forêt perdue pour ensemble de 12 saxophones (1983)
- Adria pour 2 saxophones alto (1985)
- Hard pour saxophone ténor solo (1988)
- Rituels pour clarinette en Si♭ (1989)
- Erg pour ensemble à vent, harpe, piano et contrebasse (1990)
- Brasil sem fim pour piano (1990)
- Balafon pour saxophone alto
- Quatre cahiers d'études pour divers saxophones solo (1992-1994)
- Hoggar pour orchestre (1995)
- Morphing quatuor à cordes n°2 (1999)
- Blue Raï pour violoncelle seul (5 études pour violoncelle contemporain)
- Kwintus pour violon (2000)
- Blue Stream pour piano (2000)
- Bogor pour orchestre
- Zatoïchi, ballet
- Sombre Night quatuor à cordes n°3
- Stan (hommage à Stan Getz) pour saxophone baryton et synthétiseur (2001)
- La Lettre des sables, opéra sur un livret de Daniel Mesguich (2014)[3]
- Scat pour piano
- Alberti pour piano
- Tumbao pour piano
- Just a Standard pour piano
- Just a Song pour saxophone alto et piano
- Steamboat pour piano
- Blue Party pour piano
- Charanga pour piano à quatre mains
- Mambo pour quatuor de saxophones
- Awabi pour flûte
- Sakura pour clarinette
- Nov pour mandoline
- Time Machine pour orchestre
- Pholia pour violon